# Diecezja lubelsko-chełmska
Diecezja lubelsko-chełmska – jedna z 6 diecezji Kościoła prawosławnego w Polsce. Graniczy z diecezjami: warszawsko-bielską, łódzko-poznańską i przemysko-gorlicką.

## Historia
Diecezja została restytuowana postanowieniem Soboru Biskupów Kościoła Prawosławnego w Polsce z 1 marca 1989 jako bezpośrednia kontynuatorka tradycji dawnej diecezji chełmskiej. Objęła ówczesne województwa środkowowschodniej Polski: bialskopodlaskie, chełmskie, lubelskie, siedleckie, tarnobrzeskie, zamojskie i częściowo rzeszowskie. W chwili powołania liczyła 16 parafii podzielonych na 2 dekanaty, na jej terenie znajdował się również monaster św. Onufrego w Jabłecznej (od 1999 stauropigialny) oraz Wyższe Prawosławne Seminarium Duchowne w Jabłecznej (przeniesione następnie do Warszawy).
Obecnie diecezja obejmuje swoją jurysdykcją całe województwo lubelskie oraz wschodnią część mazowieckiego.

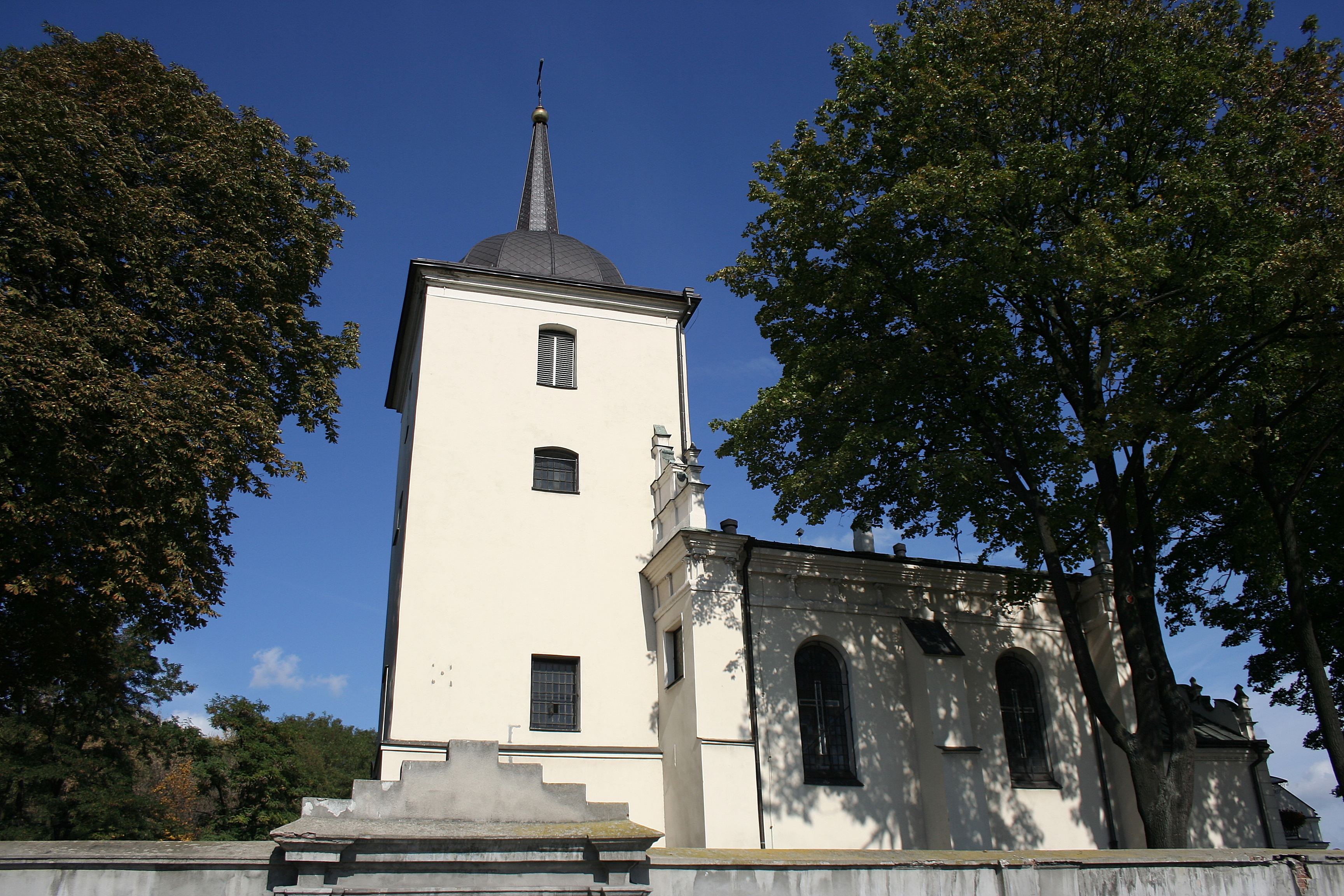
Sobór Przemienienia Pańskiego w Lublinie
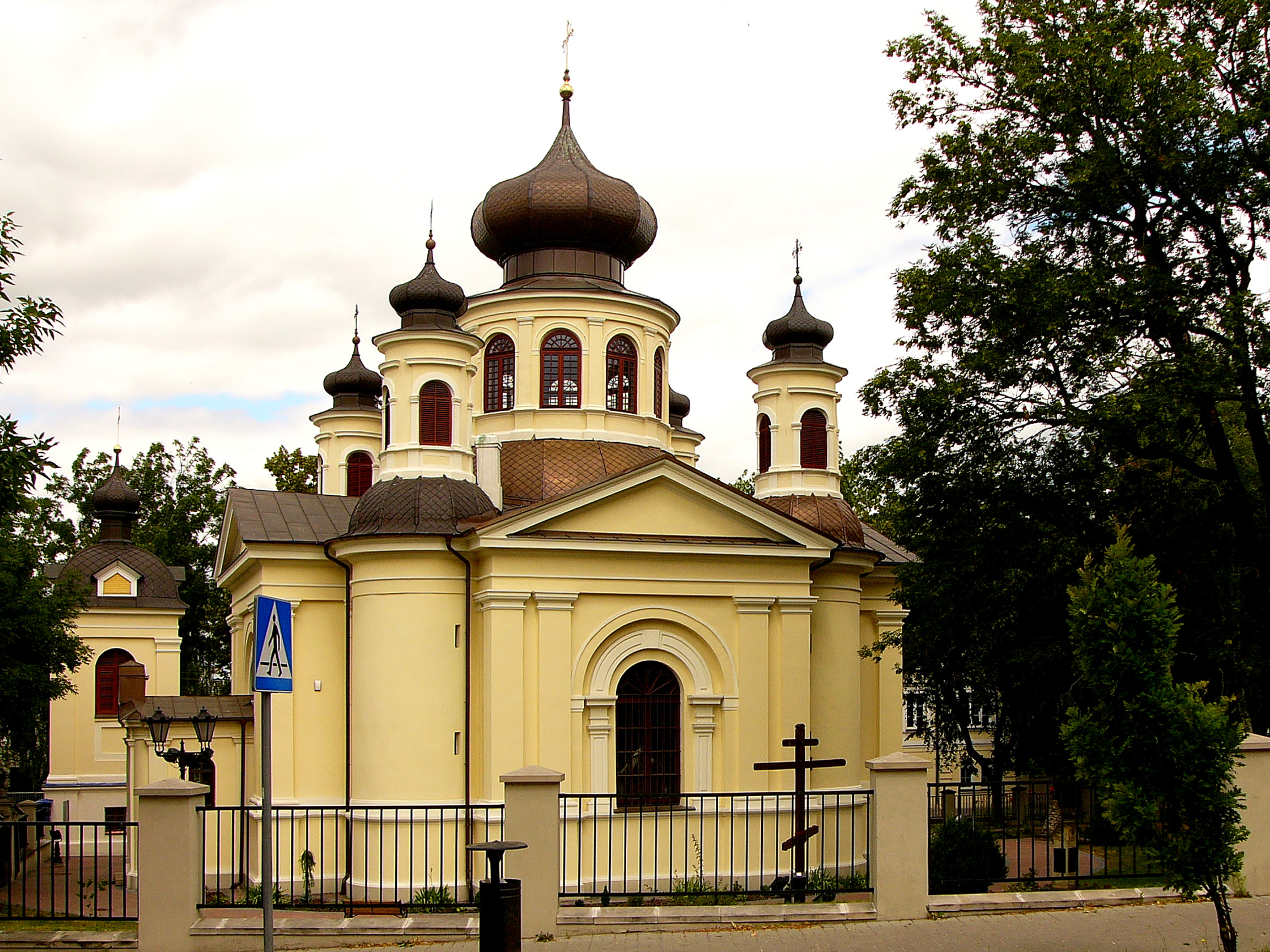
Cerkiew konkatedralna św. Jana Teologa w Chełmie

## Główne świątynie
- Sobór katedralny Przemienienia Pańskiego w Lublinie
- Cerkiew konkatedralna św. Apostoła Jana Teologa w Chełmie

## Dekanaty
1. Biała Podlaska (7 parafii)
2. Chełm (3 parafie)
3. Lublin (5 parafii)
4. Terespol (11 parafii)
5. Zamość (6 parafii)

## Monastery
- Monaster św. Serafina z Sarowa w Kostomłotach, męski
- Monaster Opieki Matki Bożej w Turkowicach, żeński

W 2016 rozpoczął działalność żeński Dom Zakonny św. Mikołaja Cudotwórcy w Holeszowie; od 2019 r. jest to skit podlegający monasterowi w Turkowicach.

## Instytucje diecezjalne
- Fundacja „Dialog Narodów”
- Prawosławny Dom Pomocy Społecznej w Lublinie
- Lubelski Instytut Kultury Prawosławnej
- Podlaskie Centrum Kultury Prawosławnej w Białej Podlaskiej
- Centrum Kultury Prawosławnej w Biłgoraju
- Chełmskie Centrum Kultury Prawosławnej w Chełmie
- Nadbużańskie Centrum Kultury Prawosławnej w Terespolu
- Diecezjalny Ośrodek Kultury Prawosławnej „Frontida” w Siedlcach

## Biskupi
- Ordynariusz (od 1989) – abp Abel (Popławski)

## Święci diecezji
Patronem diecezji jest św. Atanazy Brzeski. Poza nim szczególnym kultem w diecezji otaczani są męczennicy chełmscy i podlascy, św. Piotr Mohyła, św. Paraskiewa (Matijeszyna), św. Leoncjusz (Stasiewicz), św. Onufry (Gagaluk) oraz św. Serafin Zahorowski.